# Battaglia di Andernach
 La battaglia di Andernach, tra i seguaci e gli avversari del re Ottone I di Germania, ebbe luogo il 2 ottobre 939 ad Andernach sul fiume Reno e si concluse con una decisiva sconfitta dei ribelli e la morte dei loro capi.

## Il contesto e la prima ribellione
Il duca Eberardo di Franconia, un rampollo della dinastia corradinide, era stato un fedele sostenitore del re della dinastia liudolfingia Enrico I di Germania (919-936): egli aveva accettato, senza spargimenti di sangue, l'elevazione al trono di quest'ultimo, nonostante il trono su cui si andò a sedere fosse del fratello Corrado. Dopo la morte di Enrico, tuttavia, presto entrò in conflitto con suo figlio e il successore, Ottone I, che non si considerava, al contrario di padre, un "semplice" primus inter pares. Dopo che Eberardo e altri principi si rifiutarono di rendere omaggio a Ottone nel 937, gli avversari di quest'ultimo si unirono alla fazione di Eberardo. Nel 938 si ribellò insieme al fratellastro maggiore di Ottone, Tankmaro e al duca Eberardo di Baviera. Tuttavia Tankmaro fu presto ucciso dai seguaci di Ottone nella chiesa di Eresburg (938), e Eberardo di Baviera fu sostituito da suo zio Bertoldo.

## La seconda ribellione
Dopo una breve riconciliazione con Ottone, Eberardo si alleò nel 939 con Gilberto di Lotaringia e il fratello minore di Ottone, Enrico di Baviera, per rinnovare la ribellione. Gilberto, duca di Lorena dal 928, che era stato anch'egli un suddito leale durante il dominio di Enrico I, ora tentò di fuggire dalla sfera di influenza di suo cognato e si alleò con il nuovo re dei Franchi Occidentali Luigi IV, unendosi al rivolta guidata da Enrico di Baviera e Eberardo di Franconia.
Il re Ottone ottenne inizialmente una vittoria sui ribelli in una battaglia a Birten vicino a Xanten, sebbene potesse solo pregare e guardare dall'altra parte del Reno. Tuttavia non riuscì a catturare i cospiratori. Nel frattempo, Gilberto ed Eberardo andarono a sud e devastarono le aree dei conti della fazione realista. Ricevettero il sostegno di Luigi IV, del cognato di Ottone, Ugo il Grande, e di altri importanti magnati dei Franchi Occidentali. Quando Ottone assediò Breisach, gli insorti avanzarono da Metz al Reno e lo attraversarono per Andernach.
Dopo che l'esercito era andato a saccheggiare nel territorio di Niederlahngau, riattraversarono il Reno da Andernach. Gilberto ed Eberardo furono sorpresi dai due conti realisti, Corrado Kurzbold, conte di Niederlahngau, e suo cugino Udo, conte di Wetterau e Rheingau. Sebbene fossero anch'essi dei corradinidi e cugini di Eberardo, essi erano entrambi dalla parte di Ottone e seguirono i ribelli con un piccolo esercito. Essi attaccarono il parente solo quando la maggior parte dell'esercito avversario aveva già guadato, con il suo bottino, il Reno. Eberardo fu ucciso nella lotta e Gilberto affogò nel Reno quando tentò di fuggire dall'altra parte. Secondo le Cronache di San Gallo, Corrado, a capo di venti soldati, sorprese i due ribelli mentre giocavano a scacchi sulla pianura: egli, con un colpo di lancia, affogò Gilberto nel fiume, mentre uccise con la spada Eberardo sulla riva del fiume dopo averlo accusato di leggerezza. Così finì la ribellione contro Ottone I.